# Extreme Rules (2012)
L'édition 2012 d'Extreme Rules est une manifestation de catch professionnel télédiffusée et visible uniquement en paiement à la séance. L'événement, produit par la WWE, a eu lieu le 29 avril 2012 à Chicago (Illinois) aux États-Unis. Il s'agit de la quatrième édition d'Extreme Rules mettant en vedette Kane sur son affiche promotionnelle.

## Contexte
Les spectacles de la WWE en paiement à la séance sont constitués de matchs aux résultats prédéterminés par les scénaristes de la WWE. Ces rencontres sont justifiées par des storylines — une rivalité avec un catcheur, la plupart du temps — ou par des qualifications survenues dans les émissions de la WWE telles que Raw SuperShow, SmackDown et Superstars. Tous les catcheurs possèdent un gimmick, c'est-à-dire qu'ils incarnent un personnage gentil ou méchant, qui évolue au fil des rencontres. Un pay-per-view comme Extreme Rules est donc un événement tournant pour les différentes storylines en cours.

## Matchs

### John Cena contre Brock Lesnar
Le 2 avril, Brock Lesnar fait son retour à la WWE et porte son F-5 sur John Cena, alors en plein discours où il reconnaissait sa défaite à WrestleMania XXVIII face à The Rock.
La semaine suivante, John Laurinaitis introduit Brock Lesnar en annonçant qu'il est le nouveau visage de la WWE et qu'il affrontera John Cena lors d'Extreme Rules. À la suite de cette annonce Brock Lesnar entame un discours de remerciement envers John Laurinaitis qui est vite interrompu par John Cena. Les deux superstars commencent alors à se battre violemment (Cena saignera même de la bouche) mais se font séparer par les autres Superstars de la WWE. Plus tard dans la soirée, après la victoire de John Cena sur David Otunga, Brock Lesnar attaque Cena par derrière et lui porte de nouveau son F-5. Le contrat est signé lors du Raw du 23 avril, après qu'Edge est venu motiver Cena en début d'émission, lui disant qu'il devait se réveiller et que la défaite n'est pas envisageable.

### Sheamus contre Daniel Bryan pour le Championnat du monde poids-lourds de la WWE
Pour avoir remporté le Royal Rumble match de 2012, Sheamus a gagné le droit à un match pour un championnat du monde à WrestleMania XXVIII ; il choisit d'affronter Daniel Bryan, alors détenteur du WWE World Heavyweight Championship. Sheamus remporte le titre dans l'un des matchs les plus courts de l'histoire de WrestleMania (18 secondes), après avoir profité d'une distraction de Bryan qui embrassait sa petite-amie AJ. Deux semaines plus tard, lors du Super SmackDown du 10 avril, l'invité spécial Roddy Piper annonce que le match revanche sera un 2 out of 3 Falls match lors d'Extreme Rules.

### CM Punk contre Chris Jericho pour le Championnat de la WWE
Lors de WrestleMania XXVIII, CM Punk bat Chris Jericho et conserve sa ceinture. Lors du Raw suivant, profitant de la faiblesse de Punk après un match contre Mark Henry, Jericho l'attaque sur le thème de l'alcoolisme, comme il l'avait fait avant leur combat à WrestleMania. Puis, il lui verse du whisky sur le corps et lui en éclate une bouteille sur la tête. Lors du Raw du 9 avril, Jericho attaque de nouveau Punk avant de lui verser plusieurs bières sur le corps. Lors du Raw du 16 avril, se passant à Londres, Jericho montre une vidéo de Punk sortant d'un pub et annonce qu'il l'affrontera lors d'Extreme Rules dans un Chicago Street Fight pour le Championnat de la WWE.

### Randy Orton contre Kane
Lors du SmackDown du 22 juillet 2011, Kane a perdu contre Randy Orton dans un Street Fight match. Les deux se serrent la main à la fin du match en guise de respect.
À partir de mars 2012, le nouveau Kane masqué avoue qu'il a serré la main à Orton par signe de faiblesse. La rivalité se poursuit jusqu'à WrestleMania XXVIII où Kane l'emporte dans un match simple. Le 6 avril à SmackDown!, Orton gagne le re-match contre Kane dans un match sans disqualifications. La semaine suivante, Kane attaque en coulisses Randy Orton et son père "Cowboy" Bob Orton. Lors du SmackDown! du 20 avril, il est annoncé que Randy Orton affrontera Kane dans un Falls Count Anywhere match.

### Big Show contre Cody Rhodes pour le Championnat intercontinental
Lors de WrestleMania XXVIII, le Big Show bat Cody Rhodes pour remporter le Championnat Intercontinental de la WWE. Durant les semaines suivante, le Big Show n’arrête pas d'intervenir durant les matchs de Rhodes pour montrer les images de sa défaite lors de WrestleMania. Cody quant à lui attaque le Big Show dans ses deux matchs face à Alberto Del Rio. Un match revanche et donc organiser pour le titre avec une stipulation mystérieuse qui sera déterminé seulement le soir du match, par un tirage au sort diffusé sur YouTube.

### Nikki Bella contre Beth Phoenix pour le Championnat des Divas
Lors de Raw du 23 avril, Nikki Bella bat Beth Phoenix dans un Lumberjill Match pour remporter le Championnat des Divas car durant le match la glamazone s'était blessée à la cheville en sortant du ring. Beth Phoenix fait valoir son match revanche et affrontera donc Nikki Bella dans un match simple pour le titre.

## Résultats
| #                                                                | Match                                                        | Stipulation                                                             | Durée |
| ---------------------------------------------------------------- | ------------------------------------------------------------ | ----------------------------------------------------------------------- | ----- |
| Pré-Show                                                         | Santino Marella (c) bat The Miz                              | Match simple pour le championnat des États-Unis.                        | 5:00  |
| 1                                                                | Randy Orton bat Kane                                         | Falls Count Anywhere match.                                             | 16:45 |
| 2                                                                | Brodus Clay bat Dolph Ziggler                                | Match simple.                                                           | 4:17  |
| 3                                                                | Cody Rhodes bat Big Show (c)                                 | Tables Match pour le championnat intercontinental.                      | 4:37  |
| 4                                                                | Sheamus (c) bat Daniel Bryan                                 | Two Out of Three Falls match pour le championnat du monde poids lourds. | 22:55 |
| 5                                                                | Ryback bat Jay Hatton et Haron Relic (deux catcheurs locaux) | Handicap match.                                                         | 1:51  |
| 6                                                                | CM Punk (c) bat Chris Jericho                                | Chicago Street Fight match pour le championnat de la WWE.               | 25:15 |
| 7                                                                | Layla bat Nikki Bella (c)                                    | Match simple pour le championnat des Divas.                             | 2:45  |
| 8                                                                | John Cena bat Brock Lesnar                                   | Extreme Rules Match.                                                    | 17:43 |
| (c) désigne le(s) champion(s) défendant son titre dans le match. |                                                              |                                                                         |       |

## Déroulement
Le match diffusé sur YouTube en pré-show oppose Santino Marella bat The Miz pour le titre des États-Unis. Il dure un peu moins de cinq minutes et se conclut par un Cobra de Santino qui garde son titre.
Le pré-show continue avec la roulette qui détermine la stipulation pour le match entre Cody Rhodes et le Big Show, qui sera un Tables Match.
Le premier match diffusé est une revanche de Wrestlemania qui s'annonce entre Randy Orton et Kane dans un Falls Count Anywhere match. Après avoir passé la moitié du combat en dehors du ring, les hommes reviennent aux abords et c'est Randy Orton qui envoie son RKO sur une chaise et qui remporte ce match.
Le deuxième match (qui a été rajouté le soir sur la carte du show) oppose Dolph Ziggler et Brodus Clay. Le match se termine en moins de cinq minutes par une victoire de Brodus Clay (malgré une intervention de Jack Swagger en faveur de Dolph Ziggler)
Le troisième match oppose le champion intercontinental Big Show à son challenger Cody Rhodes (le match est pour le titre) dans un table match après quelques minutes de combat Cody Rhodes porte un saut chassé sur le pied du Big Show (qui s'apprêtait à revenir sur le ring) qui tombe à travers un table, ce qui signifie que Cody Rhodes remporte le match ainsi que le championnat intercontinental. Cependant sa célébration fut de courte durée car énervé par la manière dont il a perdu le match le Big Show remonte sur le ring pour porter un Spear sur Cody Rhodes et le balancer à travers deux tables.
Le quatrième match sera pour le championnat du monde poids lourds entre le champion en titre Sheamus et son aspirant Daniel Bryan dans un match qui sera aux meilleures des trois manches (ce qui signifie que le vainqueur devra gagner 2 fois). La première manche se termine par une victoire de Sheamus par disqualification (car Bryan ne voulait pas arrêter de le frapper dans les cordes). Le seconde manche se termine par l'égalisation de Daniel Bryan par soumission sur le No Lock (bien que Sheamus n'ait pas réellement abandonné il fut jugé incapable de répondre par l'arbitre). La troisième et dernière manche fut remportée par Sheamus après un Brogue Kick et conserve donc son titre de champion du monde poids lourds.
Le cinquième match est un match handicap a deux contre un entre deux catcheurs locaux (Jay Haton & Aron Relic) face a Ryback, ce dernier détruit ses deux opposants en moins de deux minutes pour remporter le match.
Le sixième match de la soirée est un Street Fight qui sera disputé pour le championnat de la WWE, entre le champion en titre CM Punk (ce dernier étant sur ses terres) et son challenger Chris Jericho